# Kometna prašina
Kometna prašina je svemirska prašina koja nastaje od kometa. Može nam dati informacije o podrijetlu kometa. Kad Zemlja prođe kroz vlati putanje kometne prašine, može nastati meteorski pljusak ("zvijezda padalica").

## Prašina i podrijetlo kometa
Modeli podrijetla kometa su:
- međuzvjezdani
- Sunčeva sustava
- iskonske gomile grumenja
- nakupine planetezimala u disku prašine u području oko Urana i Neptuna
- smrznute ljuske materijala koji je otpuhao protozvjezdani vjetar

Opće osobine kometne prašine, poput njene gustoće i kemijskog sastava mogu nam omogućiti razlikovati te modele. Primjerice rasprostranjenost izotopa kometne prašine i međuzvjezdane prašine vrlo je slična što ukazuje na zajedničko podrijetlo.